# 奥克塔维奥·弗里亚斯·德奥利韦拉大桥
奥克塔维奥·弗里亚斯·德奥利韦拉大桥（葡萄牙語：Ponte Octávio Frias de Oliveira）是巴西圣保罗的一条重要桥梁，横跨皮涅鲁斯河。大桥在2008年落成。